# Arthur Wyns
Pour les articles homonymes, voir Wyns (homonymie).
Arthur Wyns est un boxeur belge né le 1 mars 1893 à Bruxelles. Premier Belge à devenir champion d'Europe des poids plumes en 1920, il défend avec réussite sa ceinture à deux reprises avant de s'incliner face à l'Anglais Billy Matthews.

## Carrière
Le 31 mai 1920 à Londres, Wyns remporte le titre européen vacant des poids plumes, après avoir mis Mike Honeyman K.O. au dixième round. Il avait mis son adversaire au tapis cinq fois avant que l'arbitre ne stoppe le combat,.
Eugène Criqui s'est entraîné avec Wyns et l'a combattu dans plusieurs combats internationaux lors d'une tournée en Australie. À la fin de l'année 1920, il a été impliqué dans un combat controversé au cours duquel un arbitre a aidé un boxeur qu'il avait mis KO à remonter sur le ring. Il a par ailleurs été battu par le futur membre de l’International Boxing Hall of Fame George Godfrey lors d'un combat qui s'est déroulé le lendemain de Noël, le 26 décembre 1920.